# The Kids in the Hall
The Kids in the Hall är en kanadensisk komikergrupp bestående av Dave Foley, Kevin McDonald, Bruce McCulloch, Mark McKinney och Scott Thompson, som är känd för sketch-tv-serien The Kids in the Hall som sändes mellan 1989 och 1995. Serien producerades av Lorne Michaels, som även producerar Saturday Night Live.
Sketcherna i tv-serien är ofta surrealistiska och har mer gemensamt med Monty Pythons flygande cirkus än med Saturday Night Live. Medlemmarna spelade merparten av rollerna, både manliga och kvinnliga, och spelade dessutom sig själva i metasketcher.
Efter tv-serien gjorde gruppen en film, Brain Candy (1996), där några av figurerna från serien medverkade. Filmen fick blandad kritik men lockade ingen större publik. I början av 2000-talet lade gruppen ner, men återförenades 2007 för att turnera med sketchshower. År 2010 kom miniserien Death Comes to Town.